# Pennisetum polystachion
Pennisetum polystachion är en gräsart som först beskrevs av Carl von Linné, och fick sitt nu gällande namn av Schult.. Pennisetum polystachion ingår i släktet borstgräs, och familjen gräs. Utöver nominatformen finns också underarten P. p. atrichum.

## Bildgalleri

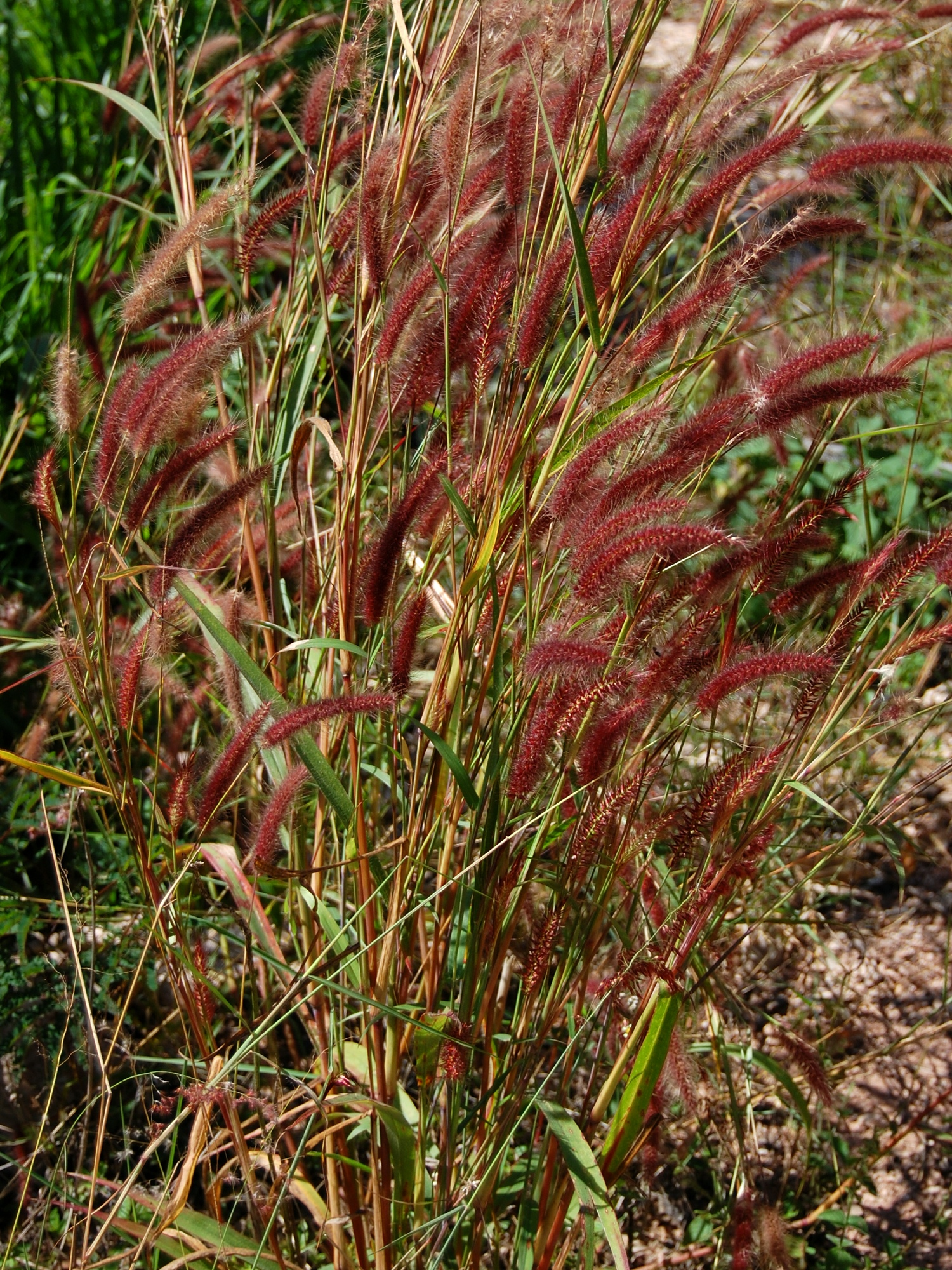
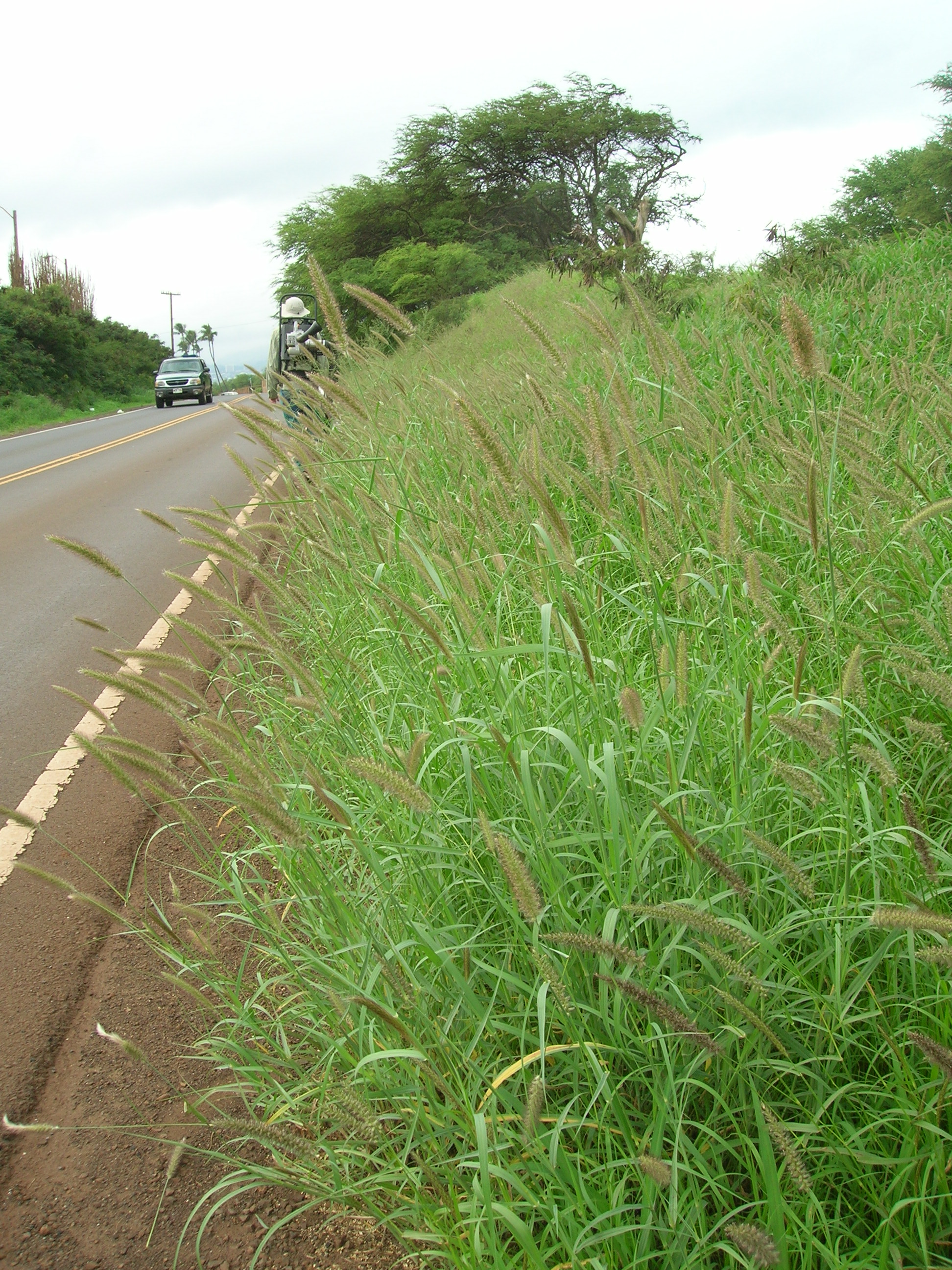
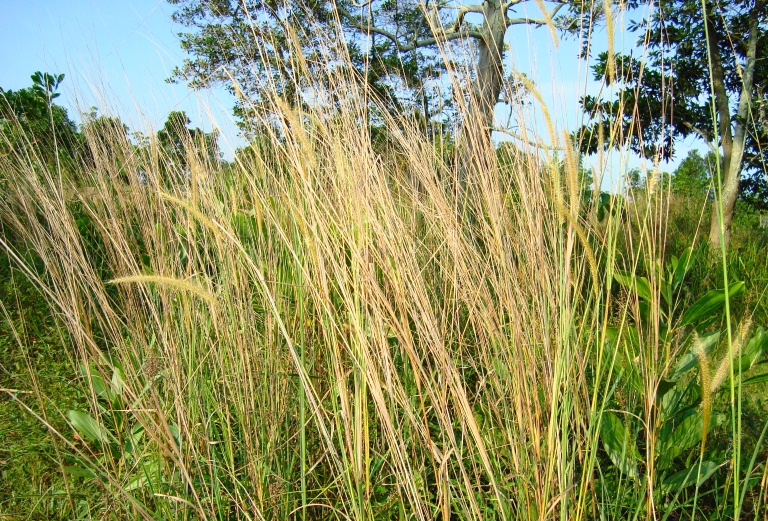
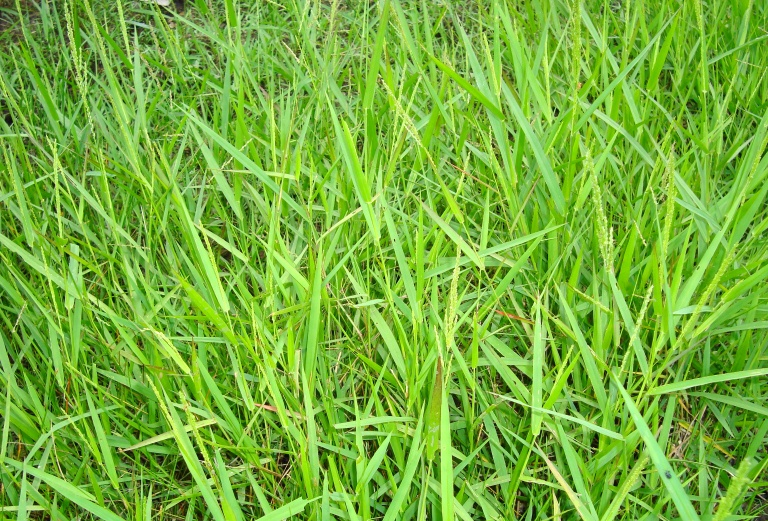
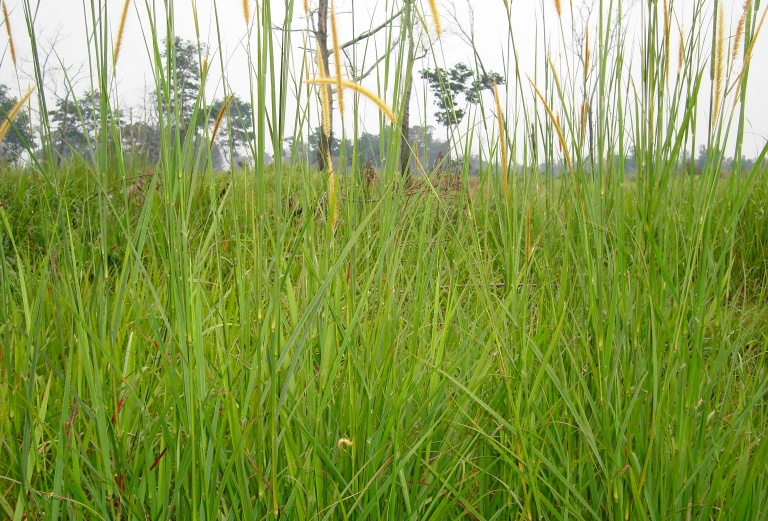
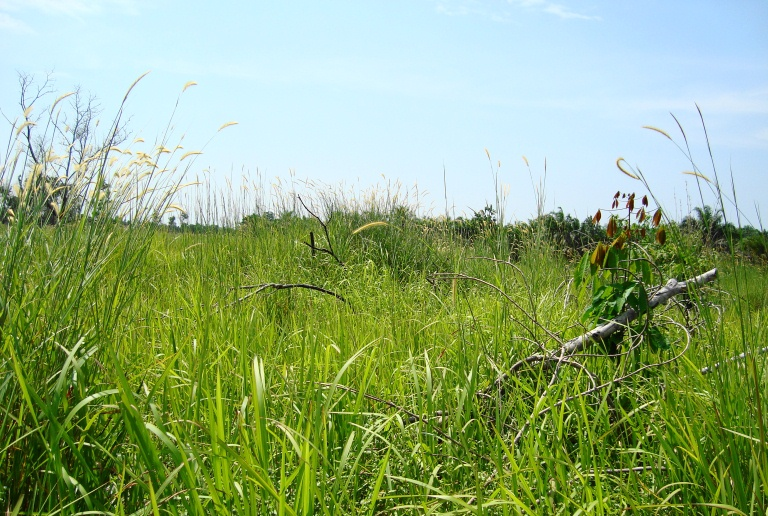